# Lemps (Ardèche)
 Lemps  es una población y comuna francesa, ubicada en la región de Ródano-Alpes, departamento de Ardèche, en el distrito de Tournon-sur-Rhône y cantón de Tournon-sur-Rhône.

## Demografía
| 346 | 326 | 348 | 431 | 507 | 572 |
| Para los censos de 1962 a 1999 la población legal corresponde a la población sin duplicidades (Fuente: INSEE [Consultar]) |     |     |     |     |     |